# Villasor
Villasor település Olaszországban, Szardínia régióban, Cagliari megyében. Lakosainak száma 6587 fő (2023. január 1.). Villasor Decimomannu, Decimoputzu, Monastir, Nuraminis, San Sperate, Serramanna, Vallermosa és Villacidro községekkel határos.

## Népesség
A település lakossága az elmúlt években az alábbi módon változott:
| Lakosok száma | 6926 | 6937 | 6587 |
|               | 2017 | 2018 | 2023 |